# Jean Ranc

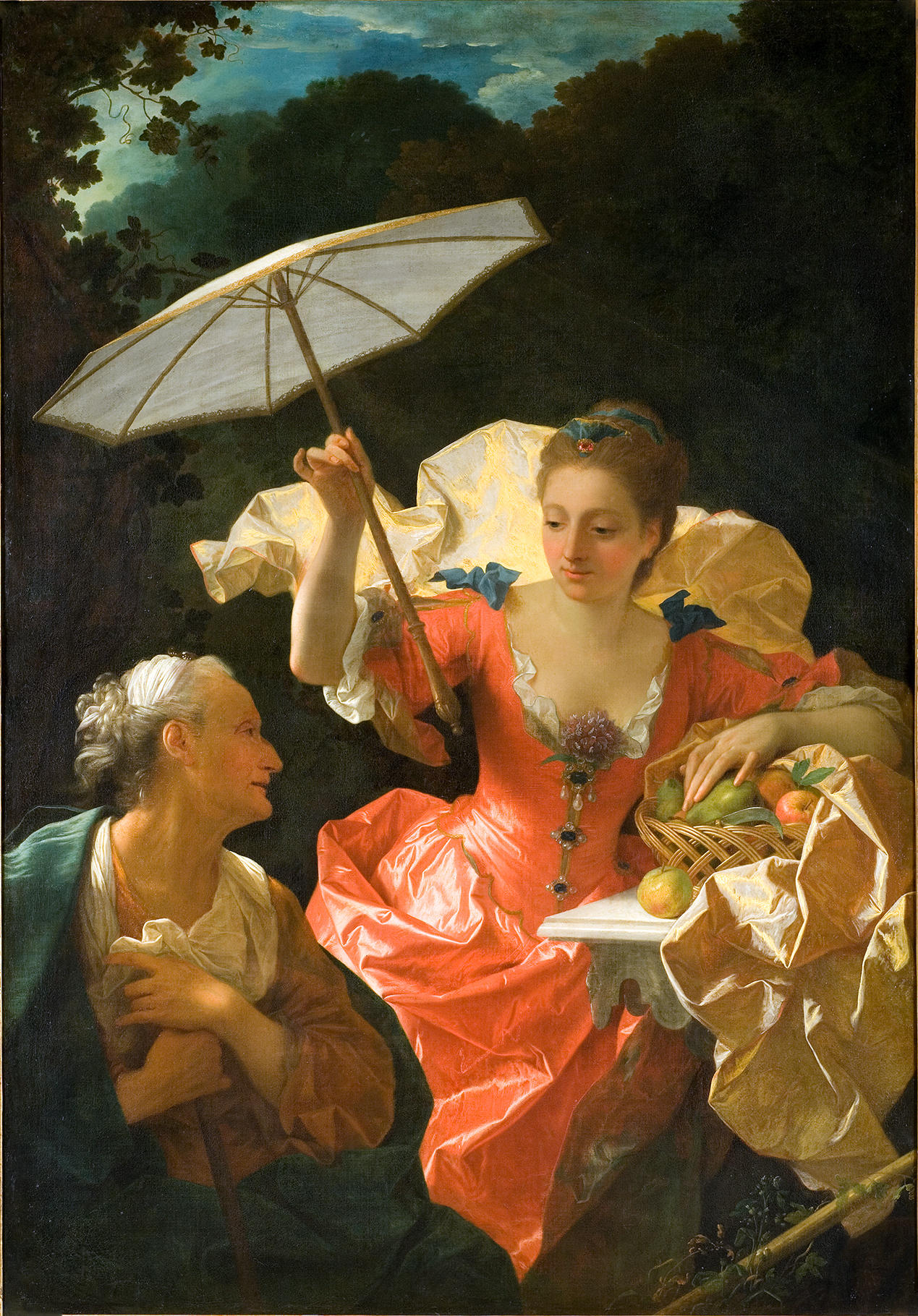
Jean Ranc: Vertumne et Pomone
um 1710–1722
Musée Fabre, Montpellier

Jean Ranc (* 28. Januar 1674 in Montpellier; † 1. Juli 1735 in Madrid) war ein französischer Maler des Barock. Der überwiegend für seine Porträts bekannte Künstler arbeitete ab 1723 als Hofmaler in Spanien.

## Leben

### Herkunft und erste Jahr in Paris
Jean Ranc kam 1674 als Sohn des Malers Antoine Ranc im südfranzösischen Montpellier zur Welt. Der als Künstler eher regional bekannte Vater verfügte über eine Sammlung europäischer Gemälde und unterhielt eine Werkstatt mit zahlreichen Schülern, zu denen ab 1671 der später bedeutende Maler Hyacinthe Rigaud gehörte. Jean Ranc begann seine Ausbildung ebenfalls im Atelier seines Vaters, bevor er 1696 nach Paris ging. Hier studierte er bei Hyacinthe Rigaud und blieb später als Mitarbeiter bei ihm. Eine Nichte Rigauds, Marguerite Elisabeth Rigaud, heiratete Ranc am 13. Juni 1715.
Neben seiner Ausbildung in der Werkstatt Rigauds studierte Ranc ab dem 30. Dezember 1700 an der Académie royale de peinture et de sculpture. Mit seinen Porträt Nicolas van Plattenberg (Schloss Versailles) als Meisterarbeit nahm ihn die Akademie am 28. Juli 1703 als Mitglied auf. In der Folgezeit arbeitete er erfolgreich als Porträtist der Pariser Aristokratie und unterrichtete ab 1707 Malerei an der Académie royale. Sein Stil dieser Jahre orientiere sich dabei eng an seinen Lehrer Rigaud und an den Bildern eines Jean-Marc Nattier. So erinnert sein Porträt Ludwig XV. im Alter von 9 Jahren stark an das Porträt Ludwig XV. im Alter von 5 Jahren seines Lehrers Rigaud (beide ebenfalls Schloss Versailles). Bei nicht signierten Werken beider Künstler gab es wiederholt Unsicherheiten bei der Zuschreibung.

### Ranc als Hofmaler in Madrid

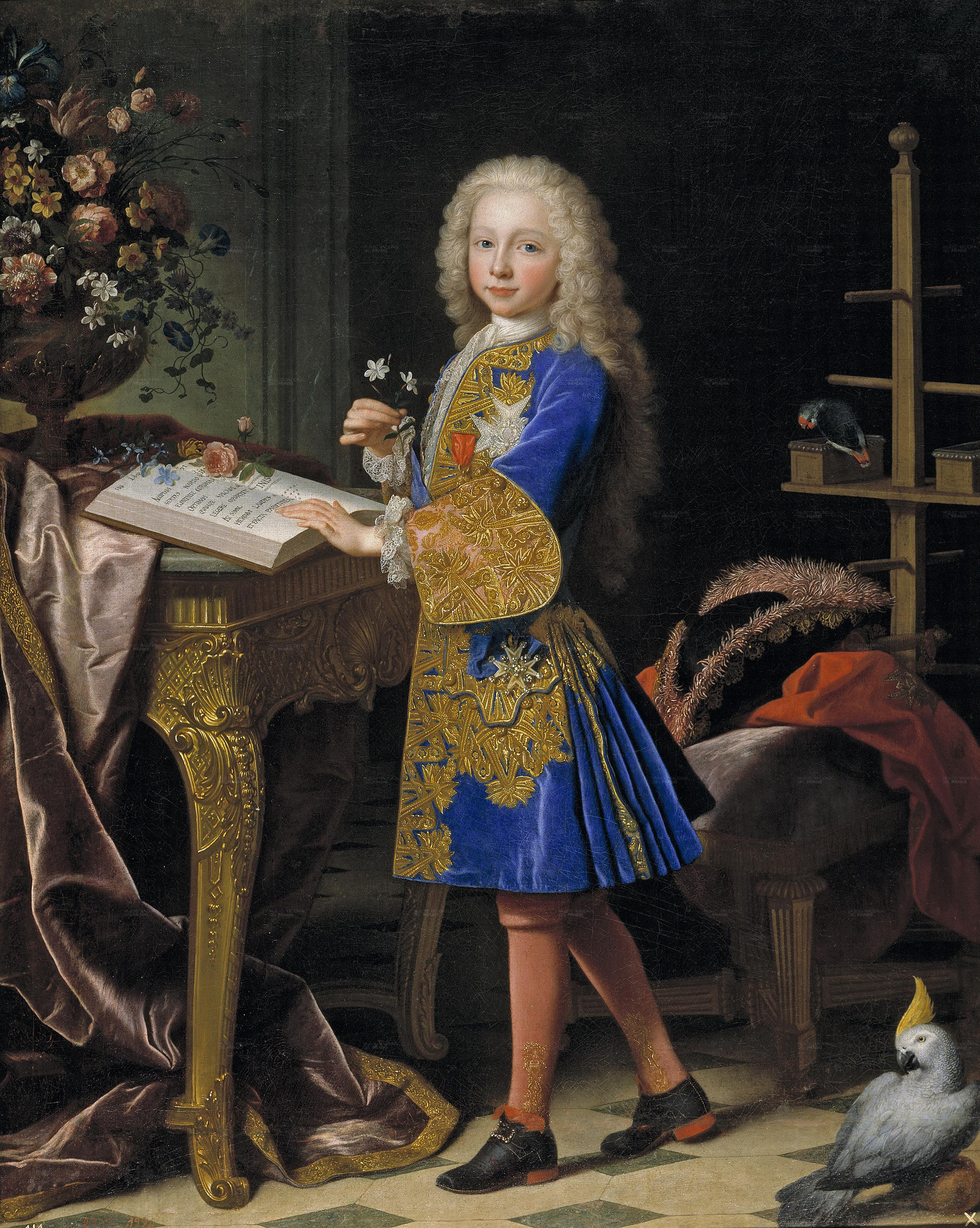
Jean Ranc: Karl III. als Kind
1722–1723
Museo del Prado, Madrid

Mit der Thronbesteigung der Bourbonen in Spanien durch Philipp V., einem Enkel des französischen Königs Ludwig XIV., entstand der Wunsch des spanischen Hofes einen führenden französischen Maler zu verpflichten. Nachdem angesehene Maler wie Jean François de Troy, Nicolas de Largillière und Rigaud kein Interesse für dieses Angebot zeigten, vermittelte der französische Minister und Kardinal Guillaume Dubois auf Anraten von Rigaud Jean Ranc an den spanischen Hof.
1723 ging Ranc mit seiner Frau und den inzwischen geborenen Kindern Antoine Jean-Baptiste, Hyacinthe, Marguerite Elisabeth, Claude und Hyacinthe-Joseph nach Madrid. Zwei weitere Kinder des Malers, Jean-Baptiste und Antonia, kamen später in der spanischen Hauptstadt zur Welt. Er blieb bis zu seinem Lebensende in Madrid, lediglich durch einen Lissabonaufenthalt in den Jahren 1729–1730 unterbrochen.
Zu den frühesten Arbeiten seiner Zeit in Madrid gehört das Porträt Karl III. von Spanien als Kind. Dessen Vater Philipp V. war begeistert von Rancs Gemälde und zog ihn zukünftig spanischen Malern vor, zudem ernannte er ihn zum Hofmaler. So entstanden zahlreiche Porträts der Königsfamilie, worunter sich auch ein Reiterbildnis König Philipps V. befindet, das nach Vorbildern von Peter Paul Rubens und Diego Velázquez entstand.
Neben diesen Porträts schuf Ranc einige Dekorationen für die Königsresidenz Real Alcázar de Madrid, in dem sich auch die Werkstatt des Künstlers befand. Weihnachten 1734 brach in diesem Palast ein Feuer aus und zerstörte das Gebäude vollständig. Unter den hierbei vernichteten zahlreichen Kunstwerken gehörten auch viele Arbeiten von Jean Ranc. Wenige Monate später, am 1. Juli 1735, starb Ranc in Madrid.

## Werke in öffentlichen Sammlungen (Auswahl)
- Porträt François Verdier, Musée national des châteaux de Versailles et de Trianon, Versailles
- Porträt Ludwig XV als Neunjähriger, Musée national des châteaux de Versailles et de Trianon, Versailles
- Porträt des Malers Nicolas van Plattenberg (genannt Platte-Montagne), Musée national des châteaux de Versailles et de Trianon, Versailles
- Porträt Lamoignon de Basville, 1700, Musée Fabre, Montpellier
- Vertumne et Pomone, 1710–1722, Musée Fabre, Montpellier
- Porträt Luis Antonio de Borbón, 1731, Museo del Prado, Madrid
- Porträt María Teresa Antonia de Borbón, Museo del Prado, Madrid
- Porträt María Antonia Fernanda de Borbón, 1733–1734, Museo del Prado, Madrid
- Reiterbildnis Philipp V. von Spanien, Museo del Prado, Madrid
- Porträt Philipp V. von Spanien, 1723, Museo del Prado, Madrid
- Porträt Isabel de Farnesio (Königin von Spanien), 1723, Museo del Prado, Madrid
- Porträt Luisa Isabel de Orleans (Königin von Spanien), Museo del Prado, Madrid
- Porträt Ferdinand VI. von Spanien als Kind, 1723, Museo del Prado, Madrid
- Porträt Karl III. von Spanien als Kind, 1722–1723, Museo del Prado, Madrid
- Porträt Ferdinand VI. von Spanien als Prinz von Asturien, siendo príncipe de Asturias, 1725, Museo del Prado, Madrid
- Porträt María Ana Victoria de Borbón (Königin von Portugal) als Kind, Museo del Prado, Madrid
- Porträt der Familie Philipp V., 1722–1723, Museo del Prado, Madrid
- Porträt Maria Bárbara de Bragança, (Königin von Spanien), Museo del Prado, Madrid